# Лившиц, Борис Григорьевич
Бори́с Григо́рьевич Ли́вшиц (1905—1999) — советский учёный-металлург, специалист в области постоянных магнитов и магнитомягких материалов. Доктор технических наук, профессор кафедры металлографии МИСиС. Лауреат Сталинской премии.

## Биография[1]
Борис Григорьевич Лившиц родился 30 мая 1905 года в г. Воронеже. В 1922 г. переехал в Москву, где в этом же году поступил в Московскую Горную Академию на металлургический факультет. Специализируясь в области металловедения, первую свою работу он выполнил под руководством профессоров Б. В. Старка и Н. А. Минкевича, которых всегда почитал своими учителями и наставниками.
После окончания Горной Академии Б. Г. Лившиц сначала работал на Ижевском металлургическом заводе, затем во Всесоюзном электротехническом институте (с 1931 г.), а с 1934 по 1941 годы — на заводе автотракторного электрооборудования. Работа на этих предприятиях предопределила его научные интересы.
С 1931 года Б. Г. Лившиц работает по совместительству на кафедре металловедения Московского института стали, которой руководил профессор Н. А. Минкевич. Защитив в первые дни Великой Отечественной войны докторскую диссертацию, Б. Г. Лившиц по решению ГКО был направлен в качестве главного металлурга на авиационный завод в г. Саратов. Здесь он в промышленных масштабах реализовал результаты своей диссертации. Эта его деятельность была отмечена в 1946 г. Сталинской премией В 1945 г. был избран заведующим кафедры металлографии МИС. В этой должности он проработал почти 30 лет, до 1976 года, позже был профессором этой кафедры.
Скончался Б. Г. Лившиц 13 февраля 1999 г.

## Научная и педагогическая деятельность
Основные научные и педагогические интересы Б. Г. Лившица лежат в области физических свойств и структуры металлов.
Б. Г. Лившицом были заложены основы теоретических представлений о фазовых превращениях в высококоэрцитивных сплавах, дан анализ термической обработки этих сплавов, а также связи их магнитных свойств с химическим составом. Результаты научных разработок в области постоянных магнитов нашли применение в промышленности во время Великой Отечественной войны.
Существенный вклад внес Б. Г. Лившиц и в исследование магнитомягких материалов, в том числе электротехнической стали, а также в изучение превращений на атомарном уровне в сплавах высокого электросопротивления и жаропрочных (К-состояние).
Возглавляя кафедру металлографии с 1945 по 1974 г, Б. Г. Лившиц стал инициатором создания ряда перспективных научных направлений, которые и сейчас продолжают развиваться его учениками и последователями. Усилиями Б. Г. Лившица и его сподвижников кафедра металлографии стала общепризнанным научным центром по проблемам высококоэрцитивных и магнитномягких материалов. Созданная им проблемная лаборатория постоянных магнитов стала координатором научно-исследовательских работ по этой проблеме в нашей стране.
Был председателем секции по постоянным магнитам Научного совета по проблеме «Магнетизм» АН СССР, по инициативе и под председательством которого проведено восемь Всесоюзных конференций по постоянным магнитам.
В 1930 году Б. Г. Лившиц разработал курс «Физические свойства металлов и сплавов», а в 1945 году был переработан курс «Металлография». Учебники «Физические свойства металлов и сплавов» и «Металлография» неоднократно переиздавались (в том числе и на иностранных языках — в Германии, Испании, Китае и Болгарии).

## Награды и премии
- Сталинская премия третьей степени (1946) — за разработку новых сплавов для постоянных магнитов, нашедших широкое промышленное применение.

## Основные труды
1. Б. Г. Лившиц. «Физические свойства металлов и сплавов»
2. Б. Г. Лившиц. «Металлография»
3. Б. Г. Лившиц и В. С. Львов. «Высококоэрцитивные сплавы на железо-никель-алюминиевой основе»